# Joaquín Dualde
Joaquín Dualde Santos de Lamadrid, född 14 november 1932 i Barcelona, död 28 april 2012 i Barcelona, var en spansk landhockeyspelare.
Dualde blev olympisk bronsmedaljör i landhockey vid sommarspelen 1960 i Rom.